# فیل باگز
فیل باگز (انگلیسی: Phil Boggs; ۲۹ دسامبر ۱۹۴۹ – ۴ ژوئیهٔ ۱۹۹۰) شیرجه‌رو اهل ایالات متحده آمریکا بود.
از باشگاه‌هایی که در آن بازی کرده‌است می‌توان به نیروی هوایی ایالات متحده آمریکا اشاره کرد.
وی در مسابقات کشوری و بین‌المللی در مجموع برندهٔ ۴ مدال طلا، ۲ مدال نقره، ۱ مدال برنز شده‌است.